# Hockey Bassano
L' Hockey Bassano (Skating Club Bassano dal 1954 al 1962, Hockey Club Centro Giovanile Bassano dal 1963 al 1974, Hockey Bassano dal 1975 al 1983, Bassano Hockey dal 1984 al 1998, Bassano Hockey 54 dal 1999 al 2010, ancora Hockey Bassano dal 2011 al 2018 e UVP Hockey Città di Bassano del Grappa dal 2019 al 2020), meglio noto come Bassano, è un club italiano di hockey su pista fondato nel 1954 ed avente sede a Bassano del Grappa in provincia di Vicenza e disputa il campionato di Serie A1. Nella sua storia ha vinto due campionati nazionali (il più recente nel 2008-2009), due Coppe Italia, due Supercoppe italiane, una Coppa CERS e una Coppa del Mondo per club.

## Storia

### Le origini
Lo Skating Club Bassano venne fondato nel 1954  nella città di Bassano del Grappa da un gruppo di amatori delle rotelle, una passione nata col boom del pattinaggio di quegli anni. Dopo aver trascorso alcune stagioni di apprendistato svolgendo attività in ambito locale la prima squadra venne iscritta al campionato Italiano. Nel 1956 la squadra partecipò al torneo di Promozione ottenendo subito la promozione alla serie C e tre anni dopo, nel 1959, centrò l'approdo in Serie B. Il club bassanese passerà tre stagioni nella serie cadetta e nel 1962 conquistò per la prima volta la promozione in serie A. Proprio nel 1963 venne cambiata, per la prima volta, la denominazione del sodalizio assumendo quello di Hockey Club Centro Giovanile Bassano. L'esordio in serie A avvenne il 18 maggio con la trasferta contro l'Amatori Modena che vide la vittoria dei modenesi per 4 a 1 mentre la prima vittoria dei giallorossi fu contro il Pro Follonica alla settima giornata. La stagione si chiuse con una sofferta salvezza ottenuta con un solo punto di vantaggio sulla Lazio. Anche la stagione seguente vide il sodalizio veneto navigare nelle parti basse della classifica. Per ottenere la permanenza in serie A il Bassano dovette giocare il 10 ottobre 1964 uno spareggio a Bologna contro la Bolzanetese di Genova, spareggio che vinse per 2 reti a 1. Nel 1965 non riuscì l'impresa dell'anno precedente e i bassanesi retrocedettero in serie B al termine dello spareggio, il secondo consecutivo, perso per 4 a 2 contro il Rapid Modena. Il Centro Giovanile verrà poi però ripescato in massima serie proprio grazie alla rinuncia del Rapid. Dopo un quinto posto nel 1966 e un sesto nel 1967 la squadra non riuscì ad evitare la retrocessione in serie B durante la stagione 1968 arrivando al nono posto in classifica.

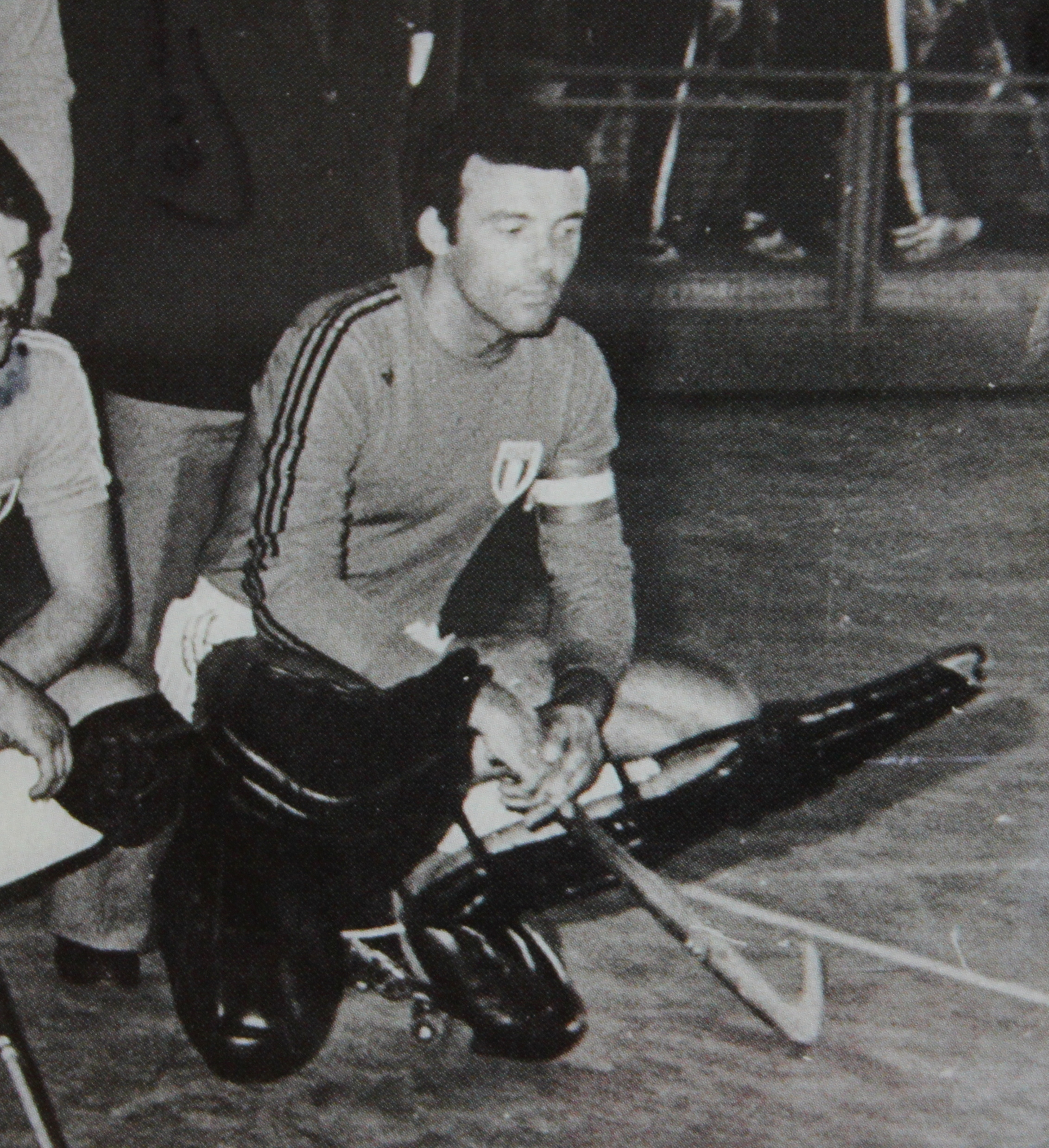
Francesco Fontana con la maglia della Nazionale.

### Gli anni settanta
Dopo aver trascorso due stagione in serie B il Bassano fece ritorno in massima serie nel 1971 ottenendo un settimo posto finale frutto di dieci vittorie, un pareggio e undici sconfitte. Il medesimo posto fu conseguito anche l'anno seguente mentre nel 1973 i giallorossi si piazzarono solamente al nono posto in classifica che comunque valse la terza salvezza consecutiva. Salvezza che non verrà colta durante la Serie A 1974 in quanto il Bassano terminò all'ultimo posto in classifica retrocedendo in cadetteria dopo quattro stagioni passate in serie A. Nel 1975 il club assumerà la denominazione di Hockey Bassano. Il club vicentino passerà le seguenti quattro stagioni in serie B riuscendo a tornare in serie A nel 1979. In serie A avrà un'altra stagione difficile conclusa con il tredicesimo e penultimo posto in classifica che costerà una nuova retrocessione. L'annata seguente, la prima giocata su due anni, sancirà però il pronto ritorno in massima serie della squadra veneta.

### Gli anni ottanta

António Livramento, allenatore del Bassano qui ritratto con la maglia dell'Amatori Lodi.

La stagione 1980-1981 verrà ricordata per la prima vittoria in un trofeo ufficiale. Il Bassano di Eugenio Leoni vinse la sua prima Coppa Italia sconfiggendo nella doppia finale il Pordenone; dopo aver pareggiato per 0 a 0 la finale di andata a Bassano del Grappa i giallorossi vinsero l'incontro di ritorno a Pordenone per 5 a 3 aggiudicandosi appunto la coppa nazionale. In serie A l'undicesimo posto finale valse la salvezza per un punto sul trio delle squadre che retrocedettero (Giovanni XXIII, Trissino e Follonica). Nel torneo del 1981-1982, dopo aver ingaggiato il primo straniero della sua storia e cioè l'argentino Sturla, il Bassano centro un buon settimo posto in campionato. Sempre durante quest'annata vi fu l'esordio, grazie alla coppa Italia conquistata l'anno precedente, in una competizione europea e più precisamente la Coppa delle Coppe; i vicentini incrociarono subito ai quarti di finale lo Sporting CP venendo subito eliminati subendo due pesanti sconfitte. Dopo il nono posto nel campionato 1982-1983 e l'undicesimo del 1983-1984 ed una semifinale di Coppa Italia nel 1983-1984 il Bassano fece un salto di qualità nel torneo seguente. Venne ingaggiato come allenatore António Livramento e la rosa venne potenziata con l'inserimento di Luìs Nunes. La serie A1 1984-1985 vide i giallorossi giungere terzi in classifica superati solo dal Novara e dall'Atl. Forte dei Marmi centrando la qualificazione ai play-off scudetto per la prima volta. Nei play-off Bassano eliminò ai quarti di finale il Pordenone ma uscì sconfitto in semifinale contro l'Atletico Forte dei Marmi. La stagione seguente il club bassanese terminò la stagione regolare del campionato per la prima volta al primo posto grazie a 19 vittorie, 4 pareggi e solamente 3 sconfitte e si qualificò per la seconda volta ai play-off scudetto. Nei quarti di finale il Bassano ebbe la meglio del CGC Viareggio in tre gare; in semifinale fu superato lo scoglio Amatori Lodi che valse la qualificazione alla finale scudetto contro l'Amatori Vercelli. La formazione piemontese riuscì ad espugnare la pista di Bassano in gara-1 vincendo per 5 a 3; vincendo anche gara-2 a Vercelli l'Amatori ipotecava il titolo italiano. In gara-3, giocata ancora a Bassano, i vicentini riuscirono a far propria la partita per 8 a 6 ma la sconfitta in gara-4 consegnò lo scudetto ai gialloverdi vercellesi. Sempre nella stessa stagione il Bassano giungerà in finale della Coppa CERS (prima finale europea) persa contro il Tordera. Le due stagioni seguenti videro una flessione nel rendimento del club che giunse sesto nella serie A1 1986-1987, venendo eliminato ai quarti di finale dei play-off dal CGC Viareggio, e quarto nel torneo 1987-1988 e venendo eliminato in semifinale dei play-off dal Novara. Nel 1988-1989 il ciclo si chiuse in modo triste con la squadra che riuscì a racimolare solo nove punti in classifica retrocedendo nuovamente in serie A2. Da questa retrocessione nasce la generazione più forte della storia giallorossa con Michele Panizza e i gemelli Alberto e Alessandro Michielon.

### Gli anni novanta
I primi campionati degli anni novanta videro il Bassano navigare in posizioni centrali nella classifica centrando la qualificazione ai play-off uscendo per due volte ai quarti di finale (stagioni 1990-1991 e 1991-1992) e una volta raggiungendo le semifinali (nel 1992-1993). Da segnalare che nel 1992 nasce il PalaBassano, attuale impianto di gioco. Nel 1993-1994 i giallorossi fanno un ottimo campionato riuscendo a centrare il secondo posto in classifica generale e raggiungendo la finale dei play-off scudetto persa ancora una volta contro il solito Novara. Dopo questo exploit seguiranno dei piazzamenti che non permetteranno la partecipazione alla post-season. In questo decennio il sodalizio bassanese parteciperà per sei volta alla coppa CERS raggiungendo come miglior risultato i quarti di finale per tre volte. Dal 1999 la società lascia alle spalle il nome "Bassano Hockey" ed assume quello di "Bassano Hockey 54" con Eros Merlo Presidente.

### Gli anni duemila

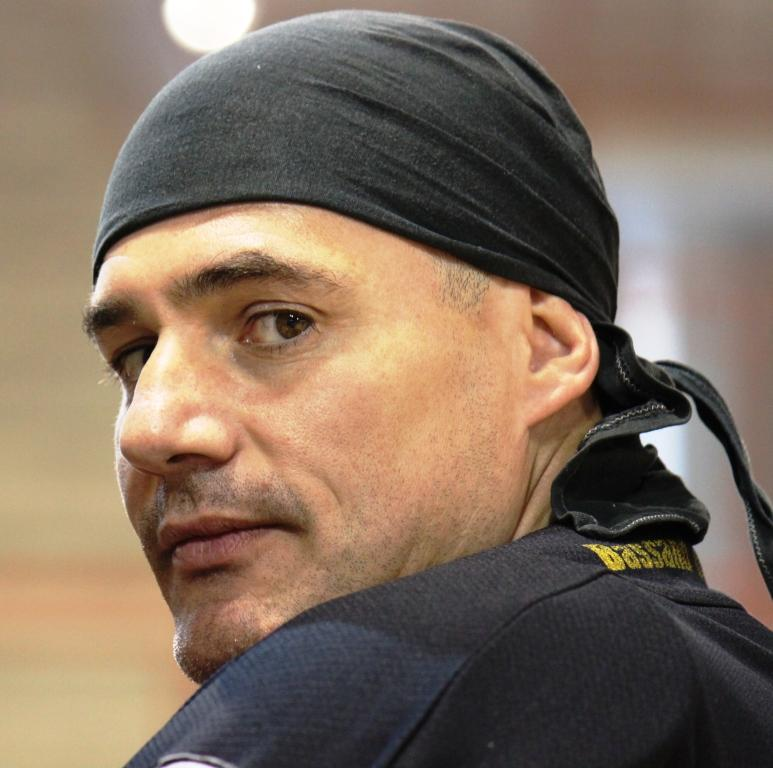
Massimo Cunegatti campione d'Italia 2003-2004 e 2008-2009 con il Bassano.

La stagione 2000-2001 vide il club bassanese confermarsi ai vertici del movimento hockeistico nazionale cogliendo un terzo posto finale e venendo eliminato in gara-3 delle semifinali dei play-off scudetto e centrando la finale sia in coppa Italia, persa per 4 a 0 contro il Novara, e la finale della coppa di Lega. Sempre in questa stagione vi fu l'esordio in Champions League, la massima competizione europea di hockey su pista; il cammino dei giallorossi venne interrotto agli ottavi di finale per mano del solito Novara. La stagione successiva vide il Bassano arrivare secondo in serie A1 uscendo nuovamente alle semifinali dei play-off contro i toscani del Prato Primavera. In Champions League dopo aver eliminato agli ottavi di finale gli olandesi del Valkenswaardse con un punteggio complessivo delle due gare di 58 a 4 il Bassano centrò il passaggio alla fase a gironi. Inserito nel girone B del torneo insieme al Barcelos, al Barcellona e al Vic i vicentini arrivarono ultimi venendo eliminati dalla manifestazione. Il 2002-2003 vide il Bassano confermare il trend positivo degli ultimi anni; arrivano Dario Rigo, Massimo Cunegatti, ritornano i bassanesi Michielon che furono comprati in blocco dal grande Novara. la squadra, così rinforzata, giunge nuovamente secondo in campionato e raggiunge per la quarta volta la finale scudetto persa ancora contro la Primavera Prato. Dopo l'uscita agli ottavi di Champions League viene retrocessa in Coppa CERS dove raggiunge le semifinali perse contro il Reus Deportiu.
Nella stagione 2003-2004 arriva anche Alberto Orlandi dal Portogallo insieme all'allenatore Carlos Dantas; questa è la stagione storica del Bassano Hockey 54, che realizza la doppietta vincendo la seconda coppa Italia (a distanza di ben ventitré anni dal primo trionfo) e il primo scudetto, sempre ai danni del Prato, proprio durante i festeggiamenti per i 50 anni di attività . In Coppa CERS fu ancora il Reus Deportiu a negare la vittoria finale in ambito europeo. Le due stagioni seguenti vedranno il club bassanese arrendersi solo al Follonica degli "immarcabili"; sia la Serie A1 2004-2005 che il torneo successivo (con Pierluigi Bresciani come nuovo allenatore) il Bassano si classificherà sempre al secondo posto uscendo sconfitto in finale per il titolo dai biancoblu toscani. Nel 2006-2007 il Bassano '54 termina nuovamente secondo in classifica ma viene eliminato in semifinale dei play-off dal CGC Viareggio; sempre nel 2006-2007 arriva un'altra finale di coppa Italia persa contro il solito Follonica. Entusiasmante fu il cammino in Champions League; dopo aver eliminato agli ottavi i francesi del SCRA Saint-Omer i giallorossi vinsero il girone B davanti al Porto e qualificando per le final four che vennero disputate proprio a Bassano del Grappa. La semifinale vide il Bassano sconfiggere per 3 a 2 il Barcelos guadagnando la finale contro il Barcellona, finale che sarà persa per 5 a 2. Degno di nota è la vittoria nella coppa del Mondo per club disputato a Luanda nel mese di settembre. La stagione 2006-2007 si apre con la vittoria per la prima volta in supercoppa italiana; arriveranno poi un ennesimo secondo posto in serie A1. Con la guida del tecnico Franco Vanzo e con in campo capitan Sérgio Silva, “Tuco” Abalos, Valerio Antezza, Enrico Giaretta, Claudio “Cacau” ed Enrico Mariotti l'anno seguente arriverà il secondo titolo di campione d'Italia; infatti dopo il secondo posto in stagione regolare nella finale dei play-off scudetto il Bassano avrà la meglio sul Follonica campione uscente in quattro gare e facendo terminare di fatto il dominio in campionato dei toscani . Il decennio terminerà con la vittoria per la seconda volta in supercoppa .

### Gli anni duemiladieci
Il tecnico Massimo Giudice nella stagione 2010-2011 lancia nel panorama nazionale i giovani ben distintisi nella squadra B. Nell'anno 2011 il Bassano 54 si scioglie e dalle sue ceneri nasce l'Hockey Bassano attuale, con la presidenza di Daniele Merlo. Nel maggio 2012 la società si accolla l'organizzazione della Coppa CERS, seconda competizione europea per club: fra le quattro finaliste si incontrano Bassano e Club Patí Vilanova mentre l'HC Braga sfida l'Alcoy. La competizione termina il 13 maggio con il Bassano 54 che vince la coppa CERS battendo il semifinale i catalani del Vilanova e in finale i portoghesi del Braga (5 a 3 dopo i tiri di rigore). Per la stagione 2012-2013 vengono acquistati gli argentini Gastòn De Oro e Fernando Montigel, mentre l'italiano Alberto Peripolli viene ceduto all'Hockey Breganze. La regular season vede il Bassano classificarsi 4º con 55 punti, uscendo però al primo turno dei play-off contro il Forte dei Marmi. Nota dolente per i giallorossi è l'addio a fine stagione del difensore inglese James Taylor, rientrato in Inghilterra per motivi familiari. La permanenza di De Oro e Montigel dura un solo anno: i due argentini non convincono, e viene dato spazio al talentuoso Alvaro Borja Giménez, reduce da 4 stagioni passate a Forte dei Marmi, ed al vicecampione mondiale Emanuel Garcìa proveniente dal CGC Viareggio. La squadra si classifica al 5º posto in regular season (45 punti). In seguito ad una stagione caratterizzata da prestazioni altalenanti, la società decide di concludere consensualmente il rapporto con Giudice, affidando la gestione della rosa per i play-off all'allenatore della seconda squadra Massimo Belligio, reduce dall'aver condotto la Serie B alla Final Eight di categoria; il cambiamento giova al rooster bassanese, che difatti riesce nell'impresa di eliminare il Viareggio ai quarti di finale, dopo ben 5 anni dall'ultima vittoria al PalaBarsacchi, classificandosi per la semifinale. Nel 2018 assume la denominazione UVP Hockey Città di Bassano del Grappa, fondendosi con l'UVP Modena, per tornare, già nella stagione successiva, a quello di Hockey Bassano.

### Gli anni duemilaventi
Nel 2020-2021, con la guida tecnica della squadra affidata a Roberto Crudeli il Bassano centra il sesto posto finale in serie A1 arrivando fino alle semifinali dei play-off; l'anno seguente, dopo un doppio cambio in panchina, il nuovo allenatore del club il portoghese Miguel Viterbo guida la squadra al quinto posto finale. Nel 2022-2023 invece il Bassano si posiziona all'ottavo posto.

## Colori e simboli
I colori sociali del club sono il giallo e il rosso che idealmente richiamano i colori dello stemma della città di Bassano del Grappa.

Lo stemma del club riporta due leoni, uno rosso e uno giallo sormontati da una corona ciascuno, a fianco dello scudetto giallo e rosso con al centro il Ponte Vecchio stilizzato. Sotto vi sono due mazze da hockey e la scritta Hockey Bassano.

## Strutture
L'impianto interno dell'Hockey Bassano è il PalaSind di Bassano del Grappa (VI). Dal 1992 è il palazzo dello sport di casa della squadra. Può ospitare 3.800 spettatori

## Organigramma societario
Dati aggiornati alla stagione 2023-2024, tratti dal sito internet ufficiale della Federazione Italiana Sport Rotellistici .
- Presidente: Roberto Baggio
- Vicepresidente:
- Segretario:
- Direttore sportivo:
- addetto stampa: Asia Baggio

## Tifoseria
Gli ultras della curva del Bassano sono gemellati da oltre trent'anni con quelli dell'Amatori Lodi, in un sodalizio molto sentito da entrambe le parti: ciò è stato particolarmente dimostrato durante la finale di Coppa Italia 2011-2012, quando lo scontro fra le due compagini si trasformò in una grande festa di sport.

## Palmarès

### Competizioni nazionali
6 trofei
- Campionato italiano: 2

2003-2004, 2008-2009
- Coppa Italia: 2

1980-1981, 2003-2004
- Supercoppa italiana: 2

2007, 2009

### Competizioni internazionali
2 trofei
- Coppa CERS/WSE: 1

2011-2012
- Coppa del Mondo per club: 1 (record a pari merito con il Reus Deportiu)

2006

## Statistiche

### Partecipazioni ai campionati
| Livello | Categoria | Partecipazioni | Debutto   | Ultima stagione | Totale |
| ------- | --------- | -------------- | --------- | --------------- | ------ |
| 1º      | Serie A   | 14             | 1963      | 1982-1983       | 56     |
| 1º      | Serie A1  | 42             | 1983-1984 | 2025-2026       | 56     |
| 2º      | Serie B   | 10             | 1960      | 1979-1980       | 11     |
| 2º      | Serie A2  | 1              | 1989-1990 | 1989-1990       | 11     |
| 3º      | Serie C   | 3              | 1957      | 1959            | 3      |

### Partecipazioni alla coppe nazionali
| Competizione                 | Partecipazioni | Debutto   | Ultima stagione |
| ---------------------------- | -------------- | --------- | --------------- |
| Coppa Italia                 | 45             | 1966      | 2024-2025       |
| Coppa di Lega/Federation Cup | 7              | 1984-1985 | 2018-2019       |
| Supercoppa italiana          | 4              | 2005      | 2017            |

### Partecipazioni alla coppe internazionali
| Competizione                                 | Partecipazioni | Debutto   | Ultima stagione |
| -------------------------------------------- | -------------- | --------- | --------------- |
| Coppa dei Campioni/Champions League/Eurolega | 15             | 2000-2001 | 2022-2023       |
| Coppa CERS/WSE                               | 15             | 1985-1986 | 2022-2023       |
| Coppa del Mondo per club                     | 2              | 2006      | 2008            |
| Coppa delle Coppe                            | 1              | 1981-1982 | 1981-1982       |
| Supercoppa d'Europa/Coppa Continentale       | 1              | 2012-2013 | 2012-2013       |

#### Bilancio degli incontri nelle coppe europee
| Competizione                                 | Partite | Partite  | Partite | Partite   | Reti  | Reti   |
| Competizione                                 | Giocate | Vittorie | Pareggi | Sconfitte | Fatte | Subite |
| -------------------------------------------- | ------- | -------- | ------- | --------- | ----- | ------ |
| Coppa dei Campioni/Champions League/Eurolega | 83      | 31       | 9       | 43        | 334   | 339    |
| Coppa CERS/WSE                               | 77      | 48       | 9       | 20        | 436   | 258    |
| Coppa del Mondo per club                     | 11      | 8        | 2       | 1         | 57    | 21     |
| Coppa delle Coppe                            | 2       | 0        | 0       | 2         | 9     | 17     |
| Supercoppa d'Europa/Coppa Continentale       | 2       | 1        | 0       | 1         | 7     | 7      |
| Totale                                       | 175     | 88       | 20      | 67        | 843   | 642    |

## Organico

### Giocatori
| N° | Naz.                  | Ruolo | Sportivo             |  |  |  |
| -- | --------------------- | ----- | -------------------- |  |  |  |
| 4  | Spagna (bandiera)     | A     | Gerard Riba          |  |  |  |
| 5  | Italia (bandiera)     | A     | Alberto Pozzato      |  |  |  |
| 7  | Italia (bandiera)     | A     | Mattia Baggio        |  |  |  |
| 9  | Portogallo (bandiera) | D     | Ivo Sousa            |  |  |  |
| 11 | Italia (bandiera)     | D     | Nicolas Barbieri     |  |  |  |
| 12 | Italia (bandiera)     | P     | Cesar Bertuzzo       |  |  |  |
| 18 | Argentina (bandiera)  | A     | Julian Tamborindegui |  |  |  |
| 55 | Spagna (bandiera)     | A     | Joan Galbàs          |  |  |  |
| 58 | Italia (bandiera)     | A     | Andrea Scuccato      |  |  |  |
| 85 | Italia (bandiera)     | P     | Mattia Verona        |  |  |  |

### Staff tecnico
- Allenatore:  Alessandro Bertolucci